# 漳河店镇
漳河店镇，是中华人民共和国河北省邯郸市成安县下辖的一个乡镇级行政单位。

## 行政区划
漳河店镇下辖以下地区：
漳河店村、洛疃村、辛集村、朱庄村、东漳河村、野庄村、岗上村、鲍庄村、西艾束村、中艾束村、东艾束村、郭坊村、西马村、苗庄村、东马村、郭庄村、姜营村、营盘村、胡营村、吴家疃村、北甘罗村、中甘罗村和南甘罗村。